# Епархия Учана
 Епархия Учана  (лат. Dioecesis Uciamensis) — епархия Римско-Католической церкви с центром в городе Учан, Китай. Епархия Учана входит в митрополию Уханя.

## История
12 декабря 1923 года Римский папа Пий XI издал бреве «Quo christiani», которым учредил апостольскую префектуру Учана, выделив её из апостольского викариата Восточного Хубэя (сегодня — Архиепархия Уханя).
31 мая 1930 года Римский папа Пий XI выпустил бреве «Venerabilis frater», которым преобразовал апостольскую префектуру Учана в апостольский викариат.
11 апреля 1941 года Римский папа Пий XII издал буллу «Quotidie Nos», которой преобразовал апостольский викариат Учана в епархию.

## Ординарии епархии
- епископ Sylvester Joseph Espelage (17.07.1925 — 25.10.1940)
- епископ Rombert Casimir Kowalski (24.11.1941 — 27.11.1970)
  - Sede vacante (с 24.11.1970 года — по настоящее время)

## Источник
- Annuario Pontificio, Libreria Editrice Vaticana, Città del Vaticano, 2003, ISBN 88-209-7422-3
- Бреве Quo christiani, AAs 16 (1924), стр. 35  (лат.)
- Бреве Venerabilis frater, AAS 22 (1930), стр. 514  (лат.)
- Булла Quotidie Nos, AAS 38 (1946), стр. 301  (лат.)